# Fremrinámur
Le Fremrinámur, Fremri-Námur ou Fremrinámar (islandais : fremri « premier de deux », námur « mines ») est un système volcanique du Nord-Est de l'Islande.

## Géographie
Il comporte dans sa partie sud à 25 km au sud-est du lac Mývatn et au nord-nord-est du volcan Askja un ensemble de volcans boucliers, dont le Ketildyngja et le Kerlingardyngja (islandais : dyngja « volcan bouclier », Ketil prénom masculin, kerling « vieille femme »). Des fissures volcaniques s'étirent sur 130 kilomètres de longueur vers le nord en direction de la côte de l'océan Arctique. L'ensemble culmine à 939 mètres d'altitude au Ketildyngja.
Longue de 70 kilomètres, la coulée de la vieille Laxá, l'une des coulées de lave émise par le Ketildyngja il y a environ 3 800 ans, a formé le Mývatn en barrant une vallée[réf. nécessaire].

## Géologie
Le système volcanique est doté d'un volcan central, le Ketildyngja,.
La dernière éruption de ce système volcanique remonte à environ 3 200 ans au cours de laquelle la coulée de Burfellshraun a été émise. Une éruption a été suspectée s'y être produite en 1823 avant d'être invalidée.